# آرنوت
آرنوت (به مجاری: Arnót) یک شهرداری در مجارستان است که در ناحیه میشکولتس واقع شده‌است. آرنوت ۱۷٫۵۴ کیلومتر مربع مساحت و ۲٬۴۲۰ نفر جمعیت دارد.